# Database marketing
Il database marketing è un tipo di comunicazione commerciale che parte dal presupposto che esistano molte liste profilate di clienti che esprimono il loro interesse per specifici settori merceologici (preferences list), e che le aziende appartenenti a tali settori possano contattare tali clienti per proporre loro offerte.
In tal modo la probabilità di risposta da parte dei prospect è molto più alta rispetto al caso in cui le proposte siano inviate a prospect non profilati. Esistono, però, anche elenchi di persone che richiedono di non ricevere pubblicità (robinson list), tali liste sono molto diffuse nei paesi del Centro Nord Europa in modo che le aziende evitino di contattarli. In Italia il Registro delle opposizioni, conta ormai oltre un milione di numeri di telefono, ed è obbligatorio per l'uso del DataBaseUnico (DBU ex guide telefoniche). In particolare prima di effettuare le telefonate o inviare mailing ai privati.
In Italia tali liste sono disponibili attraverso aziende che danno la possibilità di affittare le loro liste clienti ed in genere un list broker si occupa di proporre, mediare e ottimizzare le transazioni. Utilizzando liste profilate i tassi di risposta (redemption) sono più alti rispetto ai media tradizionali. Una degenerazione delle tecniche di marketing diretto è dato dall'uso a tappeto di email o di telefonate intrusive, ed in tal caso parliamo di "spam". La nuova legge Europa sulla Data Protection (GDPR) avrà dal 2018 conseguenze sul marketing diretto poiché le persone dovranno dare un consenso espresso e non ambiguo sull'uso dei loro dati (anche l'indirizzo IP e le foto saranno riconducibili ai dati personali). Anche le profilazioni di marketing dovranno essere consensate. Una legge specifica che tutela sempre più il consumatore è allo studio in Europa per l'email marketing e il mondo della rete in generale.
Detto ciò, per database marketing, si intende qualunque tipologia di comunicazione di marketing, per il cui sviluppo, si abbisogna della consultazione di un database di clienti potenziali.
Conoscendo a priori le caratteristiche del cliente potenziale, dopo avere identificato i nominativi del caso, si procederà con l'attivazione della tipologia di comunicazione commerciale ritenuta più idonea, indirizzandola ai succitati nominativi, identificabili per tramite dei database sopra detti. Solitamente, la comunicazione commerciale che si sviluppa a seguito di ciò, si concreta per lo più con attività di rango one to one e, pertanto, il direct marketing, risulta essere solitamente conseguente al database marketing.